# كارميلو أردن كوين
كارميلو أردن كوين (بالإسبانية: Carmelo Arden Quin)‏ هو مُنظر ورسام أوروغواياني، ولد في 16 مارس 1913 في ريفيرا في الأوروغواي، وتوفي في 27 سبتمبر 2010 في سافيني سور أورج في فرنسا.